# Graspop Metal Meeting
Graspop Metal Meeting es un festival de música que se realiza en la ciudad de Dessel en Bélgica cada año desde 1996, generalmente en la última semana del mes de junio.
Aunque el festival nació en 1986 como un evento musical para grupos emergentes y nacionales de música pop y además con otro nombre, recién en 1996 obtuvo una categoría mayor. Sin embargo en las ediciones de los años 1993 y 1994 y con la actuaciones de bandas de renombre como Motörhead, Biohazard, Paradise Lost y The Ramones, obtuvieron gran convocatoria. Pero todo cambió en 1995 ya que la convocatoria bajó considerablemente a pesar de tener las actuaciones de Joe Cocker y Simple Minds.
Esto obligó al fundador Peter Van Geel a intervenir de manera drástica la forma en como se llevaba el festival. Es por ello que en conjunto con Bob Biebob y con el promotor Herman Schueremanns, deciden crear un festival al aire libre y de música metal al cual renombraron como Graspop Metal Meeting, la reunión de metal de Graspop en español. El primer evento celebrado de este refundado festival se llevó a cabo el 30 de junio de 1996, con quince bandas y con Iron Maiden como cabeza de cartel frente a más de 10 000 personas. En la versión de 2011, la convocatoria se estimó en 142 000 personas durante los tres días de música.
Hasta el año 2011, la organización había invitado a 435 bandas de las cuales Iron Maiden ha sido la que más veces ha subido al escenario.

## Lista de artistas invitados

### Graspop Metal Meeting 1996[3]
| Domingo 30 de junio                                                                            |                                                            |
| Escenario Principal                                                                            | Marquesina                                                 |
| Iron Maiden Slayer Life of Agony Channel Zero Sick of It All Fear Factory Tiamat Skin Gorefest | Type O Negative Morbid Angel Downset Shelter Drain Manhole |

### Graspop Metal Meeting 1997[4]
| Domingo 29 de junio                                                              |                                                                            |                                                       |
| Escenario Principal                                                              | Marquesina                                                                 | Escenario Skate                                       |
| Megadeth Alice Cooper Biohazard Saxon Obituary Grip Inc. Samael Entombed Pist-on | My Dying Bride Tiamat Moonspell Cradle of Filth The Gathering Dimmu Borgir | Madball Lagwagon Ryker's Millencolin Deviate Handsome |

### Graspop Metal Meeting 1998[5]
| Domingo 28 de junio                                                                           |                                                                  |                                              |
| Escenario Principal                                                                           | Marquesina I                                                     | Marquesina II                                |
| Black Sabbath Dream Theater Deftones Soulfly Savatage Coal Chamber Obituary Spiritual Beggars | Paradise Lost Moonspell Dimmu Borgir In Flames Within Temptation | Primus Madball Pro-Pain The Misfits Congress |

### Graspop Metal Meeting 1999[6]
| Domingo 27 de junio                                                                                               |                                                                             |                                                  |
| Escenario Principal                                                                                               | Marquesina I                                                                | Marquesina II                                    |
| Manowar Sepultura Motörhead S.O.D. Stormtroopers of Death The Gathering Kreator Primal Fear Darkane Ancient Rites | Cradle of Filth Mercyful Fate Immortal Anathema Children of Bodom Hypocrisy | Danzig Slapshot Ryker's Pitchschifter Ignite Out |

### Graspop Metal Meeting 2000[7]
| Sábado 24 de junio                                                                   | | |
| Escenario Principal                                                                  | Marquesina                                                                                           | Marquesina II                                                                                            |
| Iron Maiden Machine Head Rollins Band Saxon Testament Gamma Ray Entombed Dirty Deeds | My Dying Bride Anathema Tristania Samael Apocalyptica Cannibal Corpse God Dethroned Ocean of Sadness | Cro-mags Madball Skarhead No Fun at All 59 Times of Pain Liberator Bombshell Rocks Voice of a Generation |

### Graspop Metal Meeting 2001
La presentación de la banda Action in DC dada el día viernes fue en Afterparty.
| Viernes 22 de junio                                                                 |
| Campingfest                                                                         |
| Nevermore Rose Tatto Destruction Devil Townsend Ancient Rites Metalium Action in DC |

| Sábado 23 de junio                                                                                           |                                                                                 |                                                                                      |
| Escenario Principal                                                                                          | Marquesina I                                                                    | Marquesina II                                                                        |
| Judas Priest Cradle of Filth Megadeth Motörhead Savatage Marduk Primal Fear Farmer Boys Kill II This Pist-on | Marduk Within Temptation Six Feet Under Macabre The Haunted Orphanage Unleashed | Suicidal Tendencies Dropkick Murphys Sick of It All Shelter Backfire Awkward Thought |

### Graspop Metal Meeting 2002[9]
| Viernes 5 de julio                                        |                                                                             |
| Marquesina I                                              | Marquesina II                                                               |
| Saxon Anathema Kreator Moonspell Doro Rage Manic Movement | Agnostic Front After Forever Less Than Jake In Extremo Massif Skarhead Xeah |

| Sábado 6 de julio                                                                          |                                                                        |                                                      |
| Escenario Principal                                                                        | Marquesina I                                                           | Marquesina II                                        |
| Slayer Dream Theater Machine Head Bruce Dickinson Halford Tristania Edguy Calibre Evergrey | My Dying Bride Immortal Cannibal Corpse Hypocrisy Arch Enemy Dismember | Biohazard Slapshot The Vandals D.R.I Deviate Subzero |

### Graspop Metal Meeting 2003[10]
| Viernes 4 de julio                                                |                                                              |
| Marquesina I                                                      | Marquesina II                                                |
| Type O Negative Sepultura Opeth Samael Mastodon Oceans of Sadness | Stratovarius Apocalyptica Overkill Masterplan Atreyu Aborted |

| Sábado 5 de julio                                                                             |                                                                         |                                                                 |
| Escenario Principal                                                                           | Marquesina I                                                            | Marquesina II                                                   |
| Iron Maiden Alice Cooper Within Temptation Anthrax Muderdolls Arch Enemy Doro Pro-Pain Killer | Ministry Lacuna Coil Six Feet Under Finntroll The Haunted Destroyer 666 | Stone Sour Sick of It All Hatebreed Prong Youth of Today Convit |

### Graspop Metal Meeting 2004[11]
| Viernes 25 de junio                                                             |                                                                        |
| Escenario Principal                                                             | Marquesina I                                                           |
| Iced Earth Anathema In Extremo Circle II Circle Action in DC Cowboys and Aliens | Exodus Hypocrisy After Forever Suffocation Dillinger Escape Plan Epica |

| Sábado 26 de junio                                                                        |                                                                   |                                                                     |
| Escenario Principal                                                                       | Marquesina I                                                      | Marquesina II                                                       |
| Alice Cooper Slipknot Motörhead Soulfly Queensrÿche Pleymo Brides of Destruction Evergrey | Cradle of Filth My Dying Bride Anthrax Morbid Angel Oomph! Scarve | Agnostic Front Terror Blood for Blood Discipline Backfire Do or Die |

| Domingo 27 de junio                                                               |                                                                                    |                                                                   |
| Escenario Principal                                                               | Marquesina I                                                                       | Marquesina II                                                     |
| Judas Priest Life of Agony Fear Factory Saxon Testament Destruction Seven Witches | Dimmu Borgir Children of Bodom Therion Death Angel Dying Fetus Malevolent Creation | Hatebreed Ill Niño Ignite Chimaira Killswitch Engage Shadows Fall |

### Graspop Metal Meeting 2005[12]
| Viernes 24 de junio                                                           |                                                                  |                                                                                         |                                                                        |
| Escenario Principal                                                           | Marquesina I                                                     | Marquesina II                                                                           | Domo Metal                                                             |
| System of a Down Within Temptation Papa Roach Helmet Alter Brigde The Ga Ga's | Nevermore Megadeth Metal Church Grave Digger Enslaved Immolation | Kreator Dillinger Escape Plan Madball H20 Caliban The Eighties Matchbox B-Line Disaster | In-Quest Autumm Axamenta Judasville Cowboys and Aliens Chimaira Sengir |

| Sábado 25 de junio                                              |                                                        |                                                                         |
| Escenario Principal                                             | Marquesina I                                           | Marquesina II                                                           |
| Slipknot Slayer Accept Hatebreed Kamelot Epica Soilwork Skitsoy | In Flames Sirenia Samael Amon Amarth Gorefest Behemoth | Anthrax Sick of It All Mastodon Rose Tatto Pro-Pain Peter Pan Speedrock |

| Domingo 26 de junio                                                                   |                                                                        |                                                     |
| Escenario Principal                                                                   | Marquesina I                                                           | Marquesina II                                       |
| Iron Maiden Dream Theater Dio Yngwie Malmsteen Primal Fear Axel Rudi Pell DragonForce | Lacuna Coil Dark Tranquility Nuclear Assault Aborted Oceans of Sadness | Terror Amén Walls of Jericho Murphys'Law Hatesphere |

### Graspop Metal Meeting 2006[13]
| Viernes 23 de junio                                                   |                                                                        |                                                            |                                                                                     |
| Escenario Principal                                                   | Marquesina I                                                           | Marquesina II                                              | Domo Metal                                                                          |
| Whitesnake Lacuna Coil Michael Schenker Group Edguy Trivium Y&T Anvil | Satyricon Moonspell The Gathering Stream of Passion Leaves'Eyes Sengir | Die Krupps Evergrey Soilwork 36 Crazy Fists Gojira Darkane | Axamenta Leng Tch'e Callenish Circle Panchrysia Iconoclasm Battalion The Maple Room |

| Sábado 24 de junio                                                                                     |                                                            |                                                                               |                                                                    |
| Escenario Principal                                                                                    | Marquesina I                                               | Marquesina II                                                                 | Domo Metal                                                         |
| Guns N' Roses Soulfly Alice in Chains Stone Sour Avenged Sevenfold Bullet for My Valentine Bloodsimple | Opeth My Dying Bride Nile Obituary Ancient Rites Akercocke | Death Angel Ill Niño Jon Oliva's Pain' The New York Dolls The Datsuns Caliban | Action in DC Up the Irons Ozzy Osbourne Purple Strangers Nutellica |

| Domingo 24 de junio                                                       |                                                                   |                                                                          |
| Escenario Principal                                                       | Marquesina I                                                      | Marquesina II                                                            |
| Motörhead Saxon Helloween In Flames Armored Saint DragonForce Machine Men | Cradle of Filth After Forever Exodus Enthroned Ensiferum In-Quest | Arch Enemy Agnostic Front Ignite Devil Driver Beyond Fear As I Lay Dying |

### Graspop Metal Meeting 2007[14]
| Viernes 22 de junio                                                              |                                                                          |                                                          |                                              |
| Escenario Principal                                                              | Marquesina I                                                             | Marquesina II                                            | Domo Metal                                   |
| Aerosmith Chris Cornell Within Temptation Papa Roach Static X Thin Lizzy Fastway | Blind Guardian Joe Satriani Pain of Salvation Grave Digger Epica Sabaton | Therion Type O Negative Celtic Frost Amorphis Vader 1349 | Volbeat Belphegor Textures Crimson Falls TAB |

| Sábado 23 de junio                                                                |                                                                  | |                                                |
| Escenario Principal                                                               | Marquesina I                                                     | Marquesina II                                                                                              | Domo Metal                                     |
| Iron Maiden Korn Heaven & Hell Life of Agony Stone Sour Lamb of God Lauren Harris | Dimmu Borgir Tiamat Cannibal Corpse Atheist Sirenia Brutal Truth | Me First and the Gimme Gimmes Drowning Pool Less Than Jake Legion of the Damned Rose Hill Drive Spiralarms | Bloodsimple Scarve Thurisaz Suhrim Spoiler NYC |

| Domingo 24 de junio                                                                         |                                                                |                                                                |                                                                           |
| Escenario Principal                                                                         | Marquesina I                                                   | Marquesina II                                                  | Domo Metal                                                                |
| Ozzy Osbourne Slayer Children of Bodom Hammerfall Black Label Society Chimaira Devil Driver | Amon Amarth Finntroll Korpiklaani Moonsorrow Turisas Eluveitie | Mastodon As I Lay Dying Unearth Cynic Mercenary In This Moment | Stormrider Oceans of Sadness El Guapo Stuntteam Spoil Engine Asrai Welkin |

### Graspop Metal Meeting 2008[15]
| Viernes 27 de junio                                              |                                                            |                                                |                                                                            |
| Escenario Principal                                              | Marquesina I                                               | Marquesina II                                  | Domo Metal                                                                 |
| Judas Priest Whitesnake Def Leppard Saxon Yngwie Malmsteen Tesla | Ministry Testament Symphony X Moonspell Black Stone Cherry | Morbid Angel Nile Obituary Deathstars Behemoth | Firewind Damn Your Idols The Lucifer Principle Steak Number Eight Dedicted |

| Sábado 28 de junio                                                   |                                                                           |                                                                                   |                                                    |
| Escenario Principal                                                  | Marquesina I                                                              | Marquesina II                                                                     | Domo Metal                                         |
| Kiss Cavalera Conspiracy Iced Earth Sonata Arctica Forbidden Sabaton | My Dying Bride Immortal Korpiklaani Dying Fetus Hollenthon Novembers Doom | Helmet Bring Me the Horizon 36 Crazy Fists Agent Steel Bleeding Through Throwdown | Delain Valient Thor Alestorm Die Mannequin Hacride |

| Domingo 29 de junio                                                                                    |                                                           |                                                  |                                                                                  |
| Escenario Principal                                                                                    | Marquesina I                                              | Marquesina II                                    | Domo Metal                                                                       |
| Iron Maiden In Flames Avenged Sevenfold Bullet for My Valentine Apocalyptica Rose Tattoo Lauren Harris | At the Gates Primordial Soilwork Alchemist Rotting Christ | Arch Enemy Madball Converge Comeback Kid Disfear | Action in DC Shai Hulud The Seventh Witchsmeller Pursuivant After All Black Tide |

### Graspop Metal Meeting 2009[16]
| Viernes 26 de junio                                                 |                                                                 |                                             |                                          |
| Escenario Principal                                                 | Marquesina I                                                    | Marquesina II                               | Domo Metal                               |
| Mötley Crue Heaven & Hell Soulfly Papa Roach DragonForce Buckcherry | Dream Theater Blind Guardian W.A.S.P. Jon Oliva's Pain Firewind | Down Static X Exodus Pestilence Lääz Rockit | The Gathering Samael Taake Lauren Harris |

| Sábado 27 de junio                                                   |                                                                                |                                                                                                 |                                                                       |
| Escenario Principal                                                  | Marquesina I                                                                   | Marquesina II                                                                                   | Domo Metal                                                            |
| Slipknot Korn Journey Hatebreed Mastodon Black Stone Cherry In-Quest | Lacuna Coil Death Angel Gojira Legion of the Damned Kataklysm Keep of Kalessin | Volbeat Monsters Magnet Duff Mc Kagan's Loaded Parkway Drive No Use for a Name All Shall Perish | Wolves in the Throne Room Dagoba Delain Negura Bungent Manic Movement |

| Domingo 28 de junio                                                    |                                                                          |                                                                            |                                                                    |
| Escenario Principal                                                    | Marquesina I                                                             | Marquesina II                                                              | Domo Metal                                                         |
| Marilyn Manson Nightwish Disturbed Chickenfoot Trivium Lamb of God UFO | Children of Bodom Epica Sacred Reich Candlemass Scar Symmetry Warbringer | Sick of It All Anthrax Devil Driver Suicidal Tendencies God Forbid Flyleaf | Karma to Burn All That Remains Eths August Burns Red The Reckoning |

### Graspop Metal Meeting 2010[17]
| Viernes 25 de junio                                                |                                                               |                                           |                                                                                    |
| Escenario Principal                                                | Marquesina I                                                  | Marquesina II                             | Domo Metal                                                                         |
| Aerosmith Motörhead Stone Temple Pilots Slayer Billy Talent ReVamp | My Dying Bride Tarja Therion Anathema Krypteria Ghost Brigade | Saxon Doro U.D.O. The Poodles Anvil Raven | Nile Sepultura Devin Townsend The Devil's Blood Bleeding Through Oceans of Sadness |

| Sábado 26 de junio                                                                 |                                                                              |                                                                                |                                                                           |
| Escenario Principal                                                                | Marquesina I                                                                 | Marquesina II                                                                  | Domo Metal                                                                |
| Soulfly Channel Zero Slash Carcass Bullet for My Valentine Sabaton Killing Machine | Immortal Paradise Lost Obituary Cannibal Corpse Dark Funeral Hail of Bullets | Airbourne Sick of It All Fear Factory Walls of Jericho Death by Stereo Sylosis | Eluveitie Tankard 3 Inches of Blood Spoil Engine Dear Superstar Iron Mask |

| Domingo 27 de junio                                                      |                                                               |                                                                                  |                                                                                       |
| Escenario Principal                                                      | Marquesina I                                                  | Marquesina II                                                                    | Domo Metal                                                                            |
| Kiss Hatebreed Killswitch Engage Jon Oliva's Pain Exodus Evergrey Atreyu | Amon Amarth Bloodbath Behemoth Alestorm Katatonia Necrophobic | Devil Driver Unearth A Day to Remember As I Lay Dying Mucky Pup Job for a Cowboy | Finntroll Korpiklaani 36 Crazy Fists The Faceless Deadlock Between the Burried and Me |

### Graspop Metal Meeting 2011[18]
| Viernes 24 de junio                                       |                                                                                |                                                                                          |                                                                              |
| Escenario Principal                                       | Marquesina I                                                                   | Marquesina II                                                                            | Domo Metal                                                                   |
| Scorpions Volbeat Korn Journey Foreigner Dio Disciples FM | Iced Earth Epica Watain Corrosion of Conformity The Black Dahlia Murder Arkona | Parkway Drive The Damned Things Heaven Shall Burn Sepultura The Dwarves Protest The Hero | Duff McKagan's Loaded Angel Witch The Rods Sweet Savage Endless Dark Revoker |

| Sábado 25 de junio                                                                        |                                                                          |                                                                                     |                                                                             |
| Escenario Principal                                                                       | Marquesina I                                                             | Marquesina II                                                                       | Domo Metal                                                                  |
| Judas Priest Whitesnake Channel Zero Black Label Society Firewind Lacuna Coil Diablo Blvd | Cradle of Filth Arch Enemy Moonspell Tryptikon Suicide Silence Kvelertak | Bullet for My Valentine Monster Magnet Times of Grace All Shall Perish Kylesa Adept | Pain Electric Wizard Spiritual Beggars Ghost Black Spiders After the Burial |

| Domingo 26 de junio                                                       |                                                                                  |                                                                                |                                                                              |
| Escenario Principal                                                       | Marquesina I                                                                     | Marquesina II                                                                  | Domo Metal                                                                   |
| Slipknot Rob Zombie Avenged Sevenfold Mastodon Kreator Anvil Pagan's Mind | Cavalera Conspiracy Opeth Legion of Damned Moonsorrow Amorphis Baptized in Blood | Bring Me The Horizon Dublin Death Patrol Terror Pro-Pain D.R.I. Rise to Remain | Soilwork Escape the Fate Architects Gwar While She Sleeps Steak Number Eight |

### Graspop Metal Meeting 2012[19]
| Viernes 22 de junio                                                       |                                                                            |                                                                                          |                                                                 |
| Escenario Principal                                                       | Marquesina I                                                               | Marquesina II                                                                            | Domo Metal                                                      |
| Ozzy and Friends Slayer Sabaton Slash Black Label Society Godsmack Tracer | Lamb of God Amon Amarth Paradise Lost Sacred Reich Ensiferum Skeletonwitch | Kyuss Lives! Sick Of It All DevilDriver August Burns Red Unearth I Killed the Prom Queen | Cannibal Corpse Obituary Aborted Possessed Winterfylleth Saille |

| Sábado 23 de junio                                                                          |                                                                   |                                                                                        |                                                                                                  |
| Escenario Principal                                                                         | Marquesina I                                                      | Marquesina II                                                                          | Domo Metal                                                                                       |
| Limp Bizkit Twisted Sister Megadeth Trivium Thin Lizzy Primal Fear Adrenaline Mob Powerwolf | Dimmu Borgir My Dying Bride Exodus Eluveitie Death Angel Alestorm | Pennywise Fear Factory Comeback Kid All Shall Perish The Spudmonsters While She Sleeps | Ihsahn & Leprous Nasum Brutal Truth Suicidal Angels Dear Supestars Heidevolk Kobra and the Lotus |

| Domingo 24 de junio                                                                           |                                                                         |                                                  |                                                                                         |
| Escenario Principal                                                                           | Marquesina I                                                            | Marquesina II                                    | Domo Metal                                                                              |
| Guns N' Roses Motörhead Machine Head Killswitch Engage Europe Sebastian Bach Six Hour Sundown | Children Of Bodom Behemoth Jon Oliva's Pain Gotthard Ugly Kid Joe MaYan | Hatebreed Gojira AxeWound H20 Emmure Cancer Bats | Texas in July Betraying the Martyrs Rival Sons Spoil Engine Black Spiders The Treatment |

### Graspop Metal Meeting 2013[20]
| Viernes 28 de junio                                                                     |                                                        |                                                                                      | |
| Escenario Principal                                                                     | Marquesina I                                           | Marquesina II                                                                        | Domo Metal                                                                                            |
| Twisted Sister Korn Soulfly Papa Roach Helloween Grave Digger Heathen Crucified Barbara | Kreator Mayhem Dark Funeral Korpiklaani Unleashed Varg | Coal Chamber Heaven Shall Burn Prong All That Remains Asking Alexandria Veil of Maya | Katatonia Rotting Crist Entombed Love and Death Escape the Fate In This Moment The Monolith Deathcult |

| Sábado 29 de junio                                                                            |                                                      |                                                                                       |                                                                                 |
| Escenario Principal                                                                           | Marquesina I                                         | Marquesina II                                                                         | Domo Metal                                                                      |
| Slipknot Saxon Within Temptation Bullet for My Valentine Down Rockstar Brainstorm Vanderbuyst | W.A.S.P. Hypocrisy U.D.O. Overkill Tankard Amaranthe | P.O.D The Devil Wears Prada Agnostic Front Caliban Thy Art is Murder After the Burial | Absu Lock Up Aura Noir Dunberbeist Between The Buried And Me Sylosis Hacktivist |

| Domingo 30 de junio                                                             |                                                           |                                                                                         |                                                              |
| Escenario Principal                                                             | Marquesina I                                              | Marquesina II                                                                           | Domo Metal                                                   |
| Iron Maiden In Flames Stone Sour Parkway Drive Hellyeah Pretty Maids Voodoo Six | King Diamond Epica Ghost God Seed Moonspell Winterfylleth | Testament Newsted The Dillinger Escape Plan The Ghost Inside Deez Nuts Every Time I Die | The Sword Clutch Red Fang Bullet Heaven's Basement King Hiss |

### Graspop Metal Meeting 2014
| Jueves 26 de junio                            |
| Escenario Júpiter                             |
| Diablo BLVD Evil Invaders Ostrogoth Dyscordia |

| Viernes 27 de junio                                                  |                                                                |                                                                         | |                                                     |
| Escenario Principal I                                                | Escenario Principal II                                         | Marquesina                                                              | Domo Metal | Escenario Júpiter                                   |
| Avenged Sevenfold Slayer Steel Panther Ghost Seether Jeff Scott Soto | Sabaton Behemoth Sepultura Doro Annihilator Lynch Mob Alestorm | Opeth Watain Triptykon Candlemass Napalm Death Solstafir Novembers Doom | Graveyard Unida Orange Goblin Walkin Papers Of Mice & Men Miss May I Devil You Know The Treatment High Voltage | Emmure Buckcherry Blessthefall Huntress Battlecross |

| Sábado 28 de junio                                                     |                                                      |                                                                                        | |                                                             |
| Escenario Principal I                                                  | Escenario Principal II                               | Marquesina                                                                             | Domo Metal | Escenario Júpiter                                           |
| Volbeat Alter Bridge Mastodon Gamma Ray Skillet Prime Circle Civil War | Limp Bizkit Trivium W.A.S.P. Gojira Powerwolf Dagoba | Carcass Neurosis Satyricon Eluveitie Legion of the Damned Nile Necrophobic In Solitude | Dark Tranquility The Dillinger Escape Plan Cult of Luna Amplifier Enslaved Amenra Nails Carach Angren Stahizeit | Kylesa Pro Pain Walls of Jericho Protest the Hero Skyharbor |

| Sábado 28 de junio                                                                            |                                                                                              |                                                                                       | |                                                                   |
| Escenario Principal I                                                                         | Escenario Principal II                                                                       | Marquesina                                                                            | Domo Metal                                                                                              | Escenario Júpiter                                                 |
| Black Sabbath Soundgarden Alice in Chains Anthrax Black Label Society The Black Dahlia Murder | Megadeth Rob Zombie Hatebreed Bring Me to Horizon Suicide Silence Comeback Kid Powerman 5000 | Meshuggah Paradise Lost Death Tiamat The Church of Pungent Stench Cynic Glorior Belli | Metal Church Sebastian Bach Vandenberg's Moonkings Rhapsody of Fire Gloryhammer Scorpion Child Collibus | Architects We Came As Romans Thy Art is Murder Letlive Crossfaith |